# ويلي لانجكيت
ويلي لانجكيت (2 يونيو 1907 - 27 أكتوبر 1969) جنرالًا ألمانيًا خلال الحرب العالمية الثانية. حصل على وسام الفارس الصليبي الحديدي بأوراق البلوط لألمانيا النازية. بعد الحرب، انضم لانجكيت إلى حرس الحدود الفيدرالي الألماني في عام 1951، وتقاعد في عام 1967. 

## References

### Citations
1. ↑  Fellgiebel, Walther-Peer (2000) [1986]. Die Träger des Ritterkreuzes des Eisernen Kreuzes 1939–1945 — Die Inhaber der höchsten Auszeichnung des Zweiten Weltkrieges aller Wehrmachtteile [The Bearers of the Knight's Cross of the Iron Cross 1939–1945 — The Owners of the Highest Award of the Second World War of all Wehrmacht Branches] (بالألمانية). Friedberg, Germany: Podzun-Pallas. ISBN:978-3-7909-0284-6.
2. ↑  Thomas 1998, p. 10.
3. ↑  Patzwall & Scherzer 2001, p. 269.
4. ↑  Fellgiebel 2000, p. 233.
5. ↑  Fellgiebel 2000, p. 65.

### Bibliography
| مناصب عسكرية    | مناصب عسكرية                | مناصب عسكرية    |
| --------------- | --------------------------- | --------------- |
| سبقه {{{سبقه}}} | {{{العنوان}}} {{{الأعوام}}} | تبعه {{{تبعه}}} |